# 2021年の朝鮮民主主義人民共和国
2021年の朝鮮民主主義人民共和国（2021ねんのちょうせんみんしゅしゅぎじんみんきょうわこく、朝鮮語: 2021년 조선민주주의인민공화국）では、2021年（主体110年）の朝鮮民主主義人民共和国（北朝鮮）に関する出来事について記述する。

## 最高指導者等
- 最高指導者（朝鮮労働党委員長→朝鮮労働党総書記、国務委員会委員長）
  - 第3代: 金正恩（2011年12月17日 - ）
- 最高人民会議常任委員会委員長
  - 第4代: 崔竜海（2019年4月11日 - ）
- 内閣総理
  - 第7代: 金徳訓（2020年8月13日 - ）

## できごと

### 1月
- 1月5日 - 平壌の4・25文化会館にて朝鮮労働党第8次大会が開幕。
- 1月10日 - 朝鮮労働党の規約が改正され、2016年大会で書記局から改称されていた「政務局」を再改称する形で書記局が復活したことを受け、金正恩を総書記とする決議が第8次党大会において全会一致で採択されたと報じられた[1]。また、党総書記の金正恩(党序列1位)に次ぐポストとして「第一書記」を新設。かつて金正恩が就任していた第一書記とは異なり、総書記の下位に置かれるポストで、総書記の職務の一部を代行することができるとされる[2]。新設された「第一書記」には、党政治局常務委員の趙甬元が就任した。
- 1月10日 - 党大会で朝鮮労働党中央委員会の構成員が選挙され、続けて開かれた朝鮮労働党中央委員会第8期第1回総会で、政治局常務委員会・党中央委員会政治局・党中央委員会書記局・党中央軍事委員会が選挙された[3]。
- 1月14日 - 平壌の金日成広場で朝鮮労働党第8次大会を記念する閲兵式が挙行された[4]。

### 2月
- 2月24日 - 朝鮮労働党中央軍事委員会第8期第1回拡大会議が開かれ、キム・ソンギルを朝鮮人民軍海軍司令官に、キム・チュンイルを朝鮮人民軍航空・反航空軍司令官に任命し、金正官国防相・権英進人民軍総政治局長に朝鮮人民軍次帥の称号を授与した[5]。
- 2月25日 - 内閣全員会議拡大会議がテレビ会議方式で開かれ、「朝鮮労働党中央委員会第8期第2回総会で提示された綱領的課題を貫徹することについて」が採択された[6]。

### 3月
- 3月3日 - 第1回市・郡党責任書記講習会が開講し、金正恩党総書記が開講の辞を述べた[7]。
- 3月3日 - 最高人民会議第14期第13回全員会議が開かれ、輸入物資消毒法や人民経済発展計画などが採択された[8]。

### 4月
- 4月6日
  - 朝鮮労働党第6回細胞書記大会が3日間の日程で開幕し、金正恩党総書記によって大会が指導された[9]。
  - 2020年東京オリンピック・パラリンピックへの不参加を表明[10][11]。新型コロナウイルス感染症の影響のためと説明している[10][11]。同月8日、国際オリンピック委員会が北朝鮮の不参加を容認[12]。
- 4月11日 - 内閣全員会議拡大会議がテレビ会議方式で開かれ、第1四半期活動状況が総括された[13]。
- 4月27日 - 金日成・金正日主義青年同盟第10次大会が3日間の日程で開幕し、青年同盟の名称を「社会主義愛国青年同盟」に改める決定書が採択された[14]。続いて社会主義愛国青年同盟第10期第1回総会が開かれ、朴鉄民に代わってムン・チョルが青年同盟中央委員会委員長に選出された[14]。

### 5月
- 5月2日 - 最高人民会議常任委員会第14期第14回全員会議が開かれ、「革命事績事業法」「ソフトウェア保護法」などの法案が採択された[15]。
- 5月25日 - 朝鮮職業総同盟第8回大会が開幕。朝鮮職業総同盟中央委員会の活動総括などの決定書が採択され、朝鮮職業総同盟中央委員会の構成員が選挙された[16]。大会終了後には朝鮮職業総同盟第8期第1回総会が開かれ、委員長にパク・インチョルが再選された[16]。

### 6月
- 6月4日 - 社会主義愛国青年同盟第10期第2回総会拡大会議がテレビ会議方式で開かれ、金正恩朝鮮労働党総書記が提議した課題について討議した[17]。
- 6月5日 - 朝鮮労働党中央委員会第8期第1回政治局会議が開かれ、朝鮮労働党中央委員会第8期第3回総会を招集することを決定した[18]。
- 6月15日 - 朝鮮労働党中央委員会第8期第3回総会が4日間の日程で開幕し、「農業問題」「非常防疫状況」などの議案が提議された[19]。
- 6月18日 - 朝鮮労働党中央委員会第8期第3回総会第4日会議で組織問題が討議され、太炯哲最高人民会議常任委員会副委員長が政治局委員に、禹相哲中央検察所所長が政治局委員候補に補選された[20]。
- 6月20日 - 朝鮮社会主義女性同盟第7回大会が2日間の日程で開幕[21]。
- 6月21日 - 朝鮮女性同盟中央委員会第7期第1回総会が開かれ、キム・ジョンスンが同委員会委員長に選出された[22]。